# Ștefan Grigorie
Ștefan Grigorie (nacido el 30 de enero de 1982 en Segarcea) es un futbolista profesional rumano que juega en el Rapid Bucureşti de la Liga I. Es internacional absoluto por Rumania y juega como mediocentro.

## Carrera profesional
Grigorie solo había jugado en dos ciudades antes de fichar por el Politehnica Timişoara. Pasó los primeros años de su carrera en Craiova, donde fue contratado por el Universitatea y se trasladó a Bucarest en 2002 para jugar en el Dinamo Bucureşti. Jugó cuatro años allí hasta el verano de 2006, cuando fue fichado junto con Dan Alexa por el Politehnica. En verano de 2007 Grigorie regresó a Bucarest, esta vez para firmar por el Rapid.

## Trayectoria
| Club                           | País    | Año       |
| ------------------------------ | ------- | --------- |
| Universitatea Craiova          | Rumania | 1998–2002 |
| Electroputere Craiova (cedido) | Rumania | 2000      |
| Dinamo Bucureşti               | Rumania | 2002–2006 |
| Politehnica Timişoara          | Rumania | 2006–2007 |
| Rapid Bucureşti                | Rumania | 2007-     |